# カツカレー
カツカレーとは、カレーライスと豚カツを組み合わせた日本のカレー料理。
カレーライスにトッピングをした初期の例である。豚カツではなく、牛カツ、チキンカツ、メンチカツ、ハムカツなどなどが用いられる場合もある。
イギリスでは日本のカレー全般を指して「カツカレー」と表現することがある。

## 発祥
洋食屋台「河金」説
東京市浅草区浅草（現・台東区浅草）の洋食屋台「河金」が豚カツを載せた丼飯にカレーを掛けて「河金丼」と称して1918年（大正7年）に提供したという説。
洋食店「王ろじ」説
東京都新宿区新宿に1921年（大正10年）創業した洋食店「王ろじ」にて生まれたとの説。同店が元祖と主張する「とんかつ」を、皿と丼を一体化させた形の専用容器に盛ったカレーライスに載せ、ソースをかけた独特のスタイルをとる。「とん丼」と名付けられている。
洋食店「銀座スイス」説
東京都中央区銀座の洋食店「銀座スイス」で1948年（昭和23年）に考案されたという説。同店近くの紳士服店「銀座テーラー」で野球ユニフォームを仕立てた読売ジャイアンツ選手が紹介されて銀座スイスで食事をすることが多く、千葉茂もその一人だった。
ある日、対タイガース戦の直前、カウンター席で厨房を見ていた千葉が「そのカレーにカツレツを一緒にして出してくれ」と注文し、店側は驚いたものの応じたことがきっかけとなった。当初は特別メニュー扱いで、銀行員初任給3000円の時代に「カツレツ カレー」は180円だった。
カツレツは「試合に勝つ」の験（ゲン）担ぎに通じることもあって、その後も千葉は時に2皿食べるほど注文し続け、千葉の誘いで青田昇、別所毅彦といったチームメイトも注文するようになり、知名度が高まった。グリルスイスとその系列店では、現在も「元祖カツカレー」と「千葉さんのカツレツカレー」というメニューを出している。

## 盛り付けのバリエーション
下図のように、飯、カツ、カレーの配置には、様々なバリエーションがある。カツはスプーンだけで食べられるよう、あらかじめ切り分けておくのが一般的である。

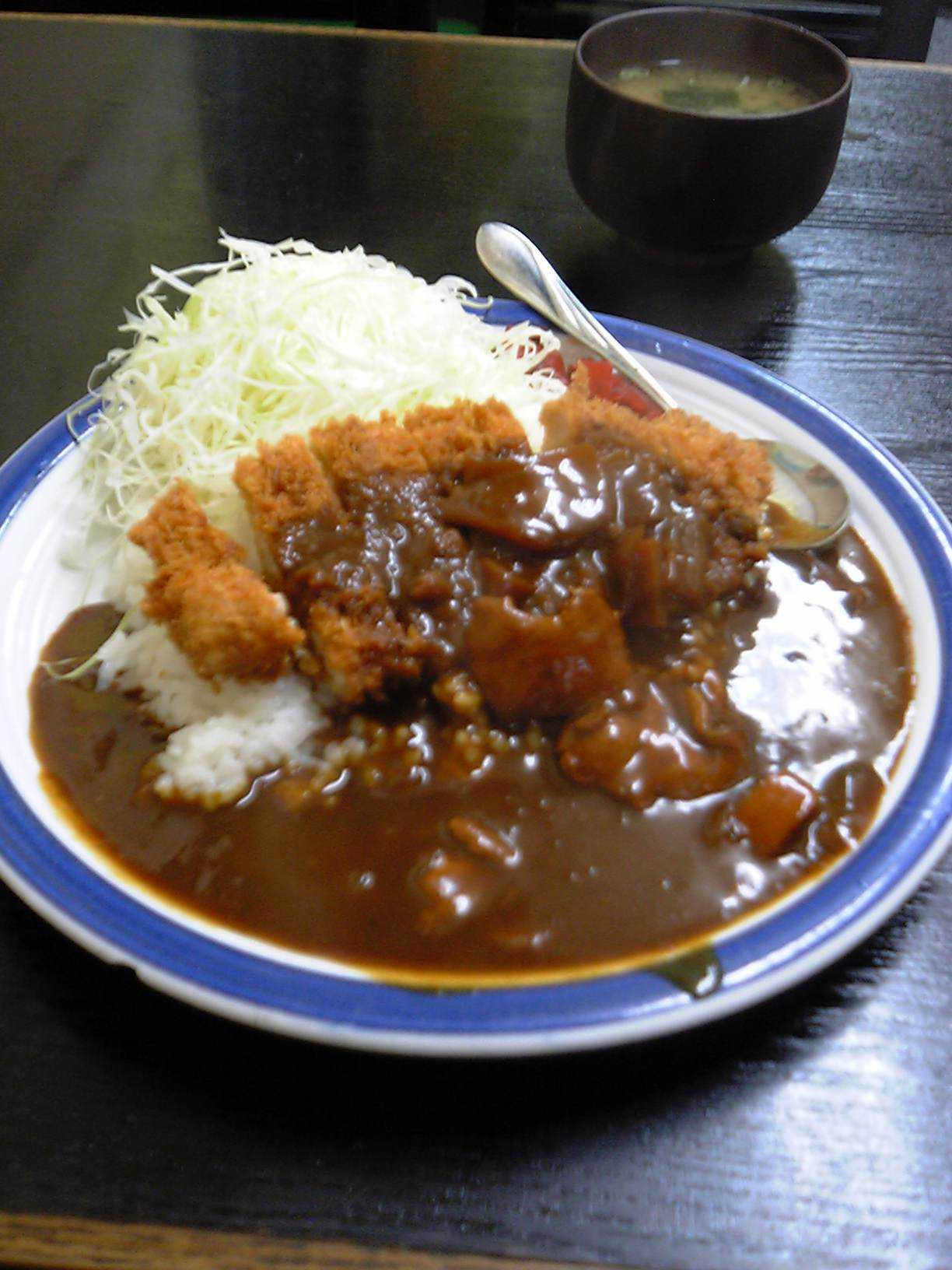
豚カツを載せてからカレーをかけてキャベツの千切りを添えた例
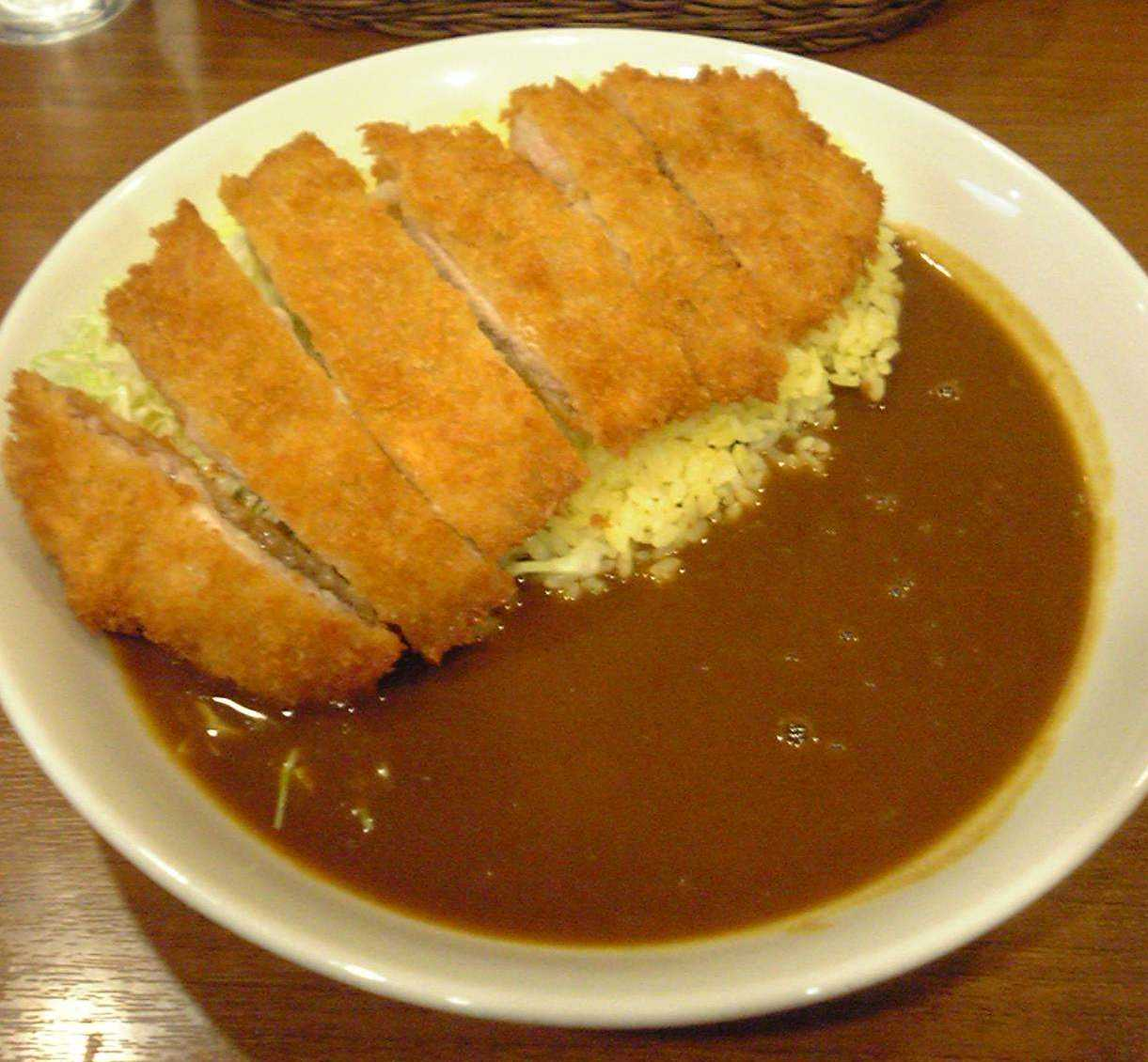
カレーと豚カツを分ける例
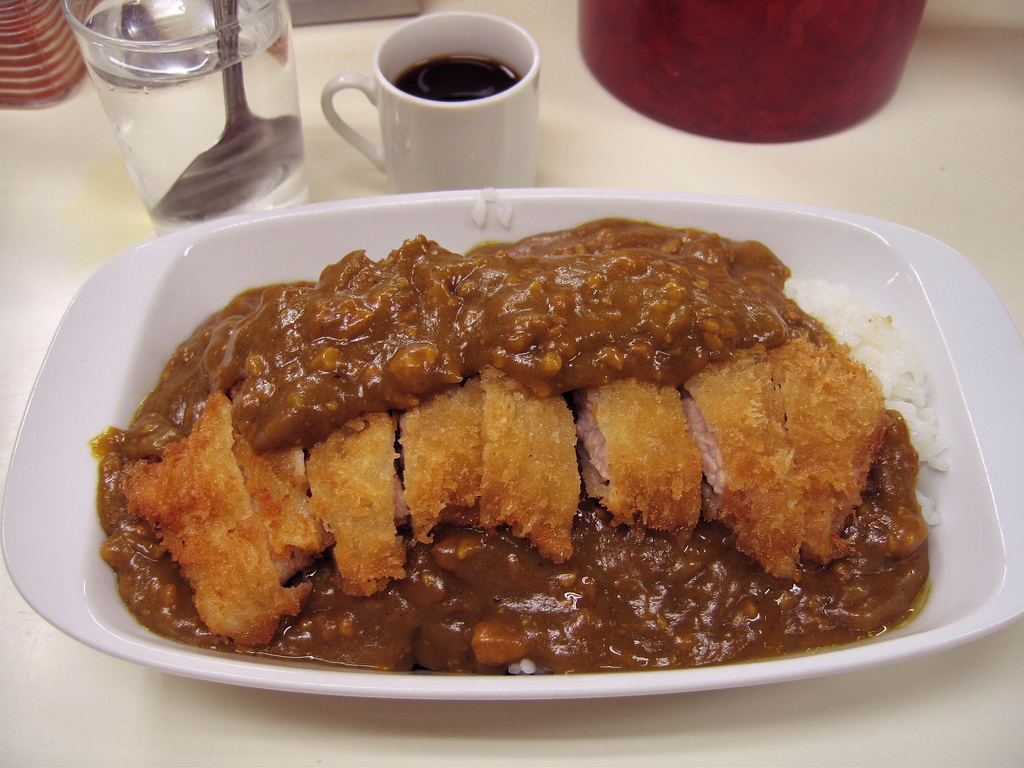
豚カツの半分にカレーをかける盛り方
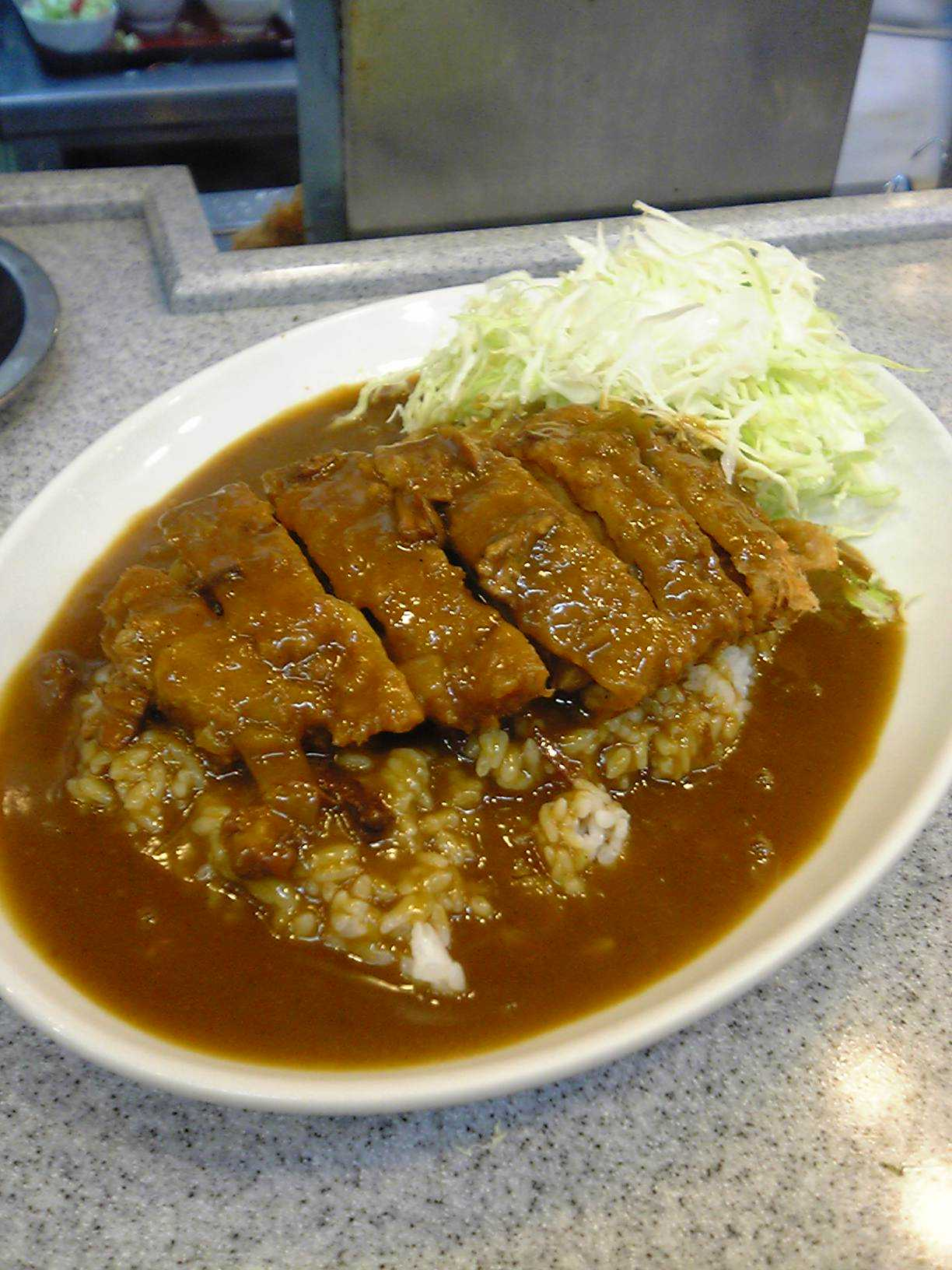
豚カツ全体にカレーをかけてキャベツの千切りを添えた例
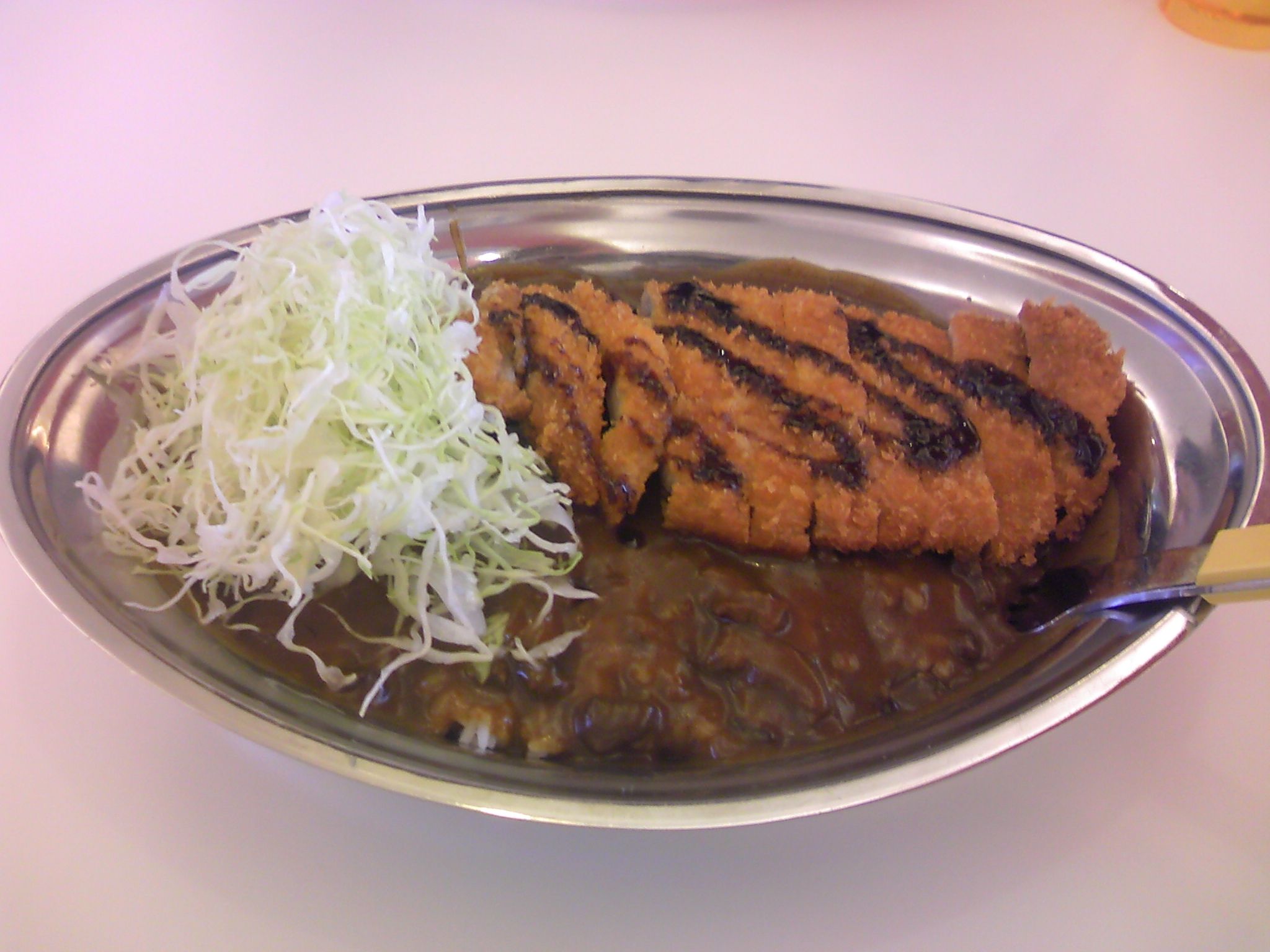
いわゆる金沢カレー
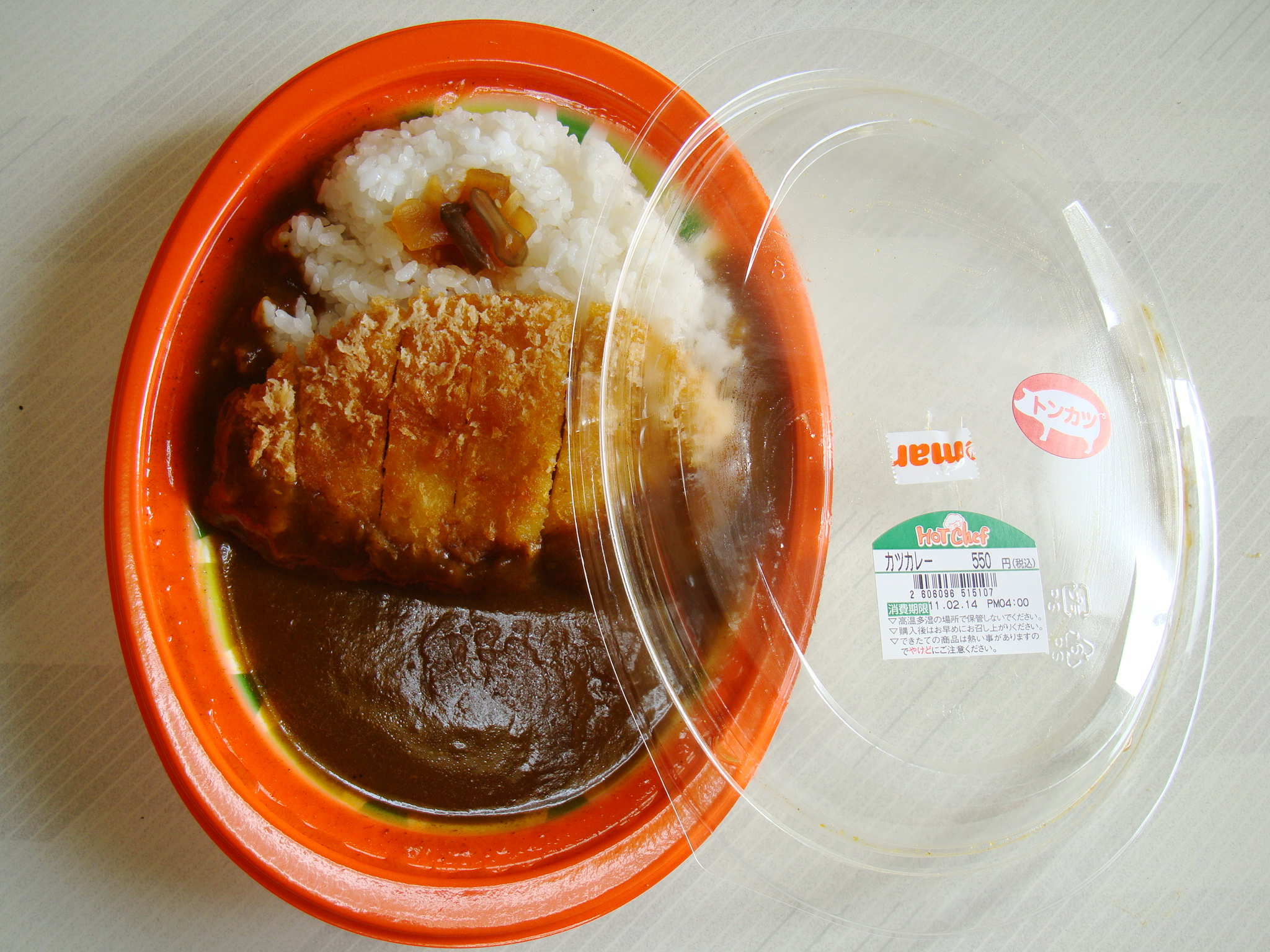
スーパーマーケットやコンビニエンスストアで販売される弁当

## 栄養
高脂肪・高カロリー食品であり胃腸にかかる負担が大きく、カツの衣に使うパン粉も炭水化物であるため、高糖質でもある。例として、カレー専門店チェーンの壱番屋の場合、ポークカレーのエネルギー748 kcal に対し、手仕込とんかつカレーのエネルギーは1,316 kcal となっている（いずれもライス量300 g の数値）。

## ゲン担ぎ
カツ丼と同様、「試験に勝つ（合格する）」「試合で勝つ」などのゲンを担ぐ意味で食べられることが多い。公営競技関係の施設（競馬場、競輪場、競艇場、オートレース場とそれらの場外投票券売場）では、ギャンブルで「勝つ」という験担ぎと洒落を込め、場内の食堂などでカツカレーを「勝カレー」と称することもある。また、自由民主党総裁選挙でもゲン担ぎとして各候補の出陣式で参加議員に対してカツカレーが振る舞われるが、しばしば参加議員数より得票数が少ないことが発生し、カツカレー食い逃げ事件と揶揄されている。

## 日本以外での展開
イギリスでは、日本・アジア食チェーンレストランの「Wagamama」と日本食のテイクアウトチェーン店である「Wasabi」で出されていたカツカレーが火付け役となり、ブームが発生した。Katsu curryという名称で広く知られており、スーパーマーケットの総菜コーナーで売られるのが一般的になっている。
近年では日本食以外のレストランやマクドナルドでも販売されたことがある。しかしながらしばしば、インドカレーと比較した日本風味のカレーとしての意味合いで呼ばれており、実際には豚カツが入っていないことも多いことから、在英邦人によりその間違いを指摘する「カツカレーポリス」という活動が発生した。
イギリスでは豚肉禁止のイスラム教徒や鶏肉好きなカリブ系移民も多いことからチキンカツが入っていることも多い。カツカレーポリスについてプレジデント・オンラインの記者は「日本でも、海外では通じない鼻つまみな和製英語はたくさん使われていることだろうし、ここは一つ、イギリスで横行するカツ無しのカツカレーくらい許してやってほしいというのが正直なところ」と述べている。
この他、カツカレーはアメリカ合衆国、フランス、オーストラリアでも人気があるという。オーストラリアでもチキンカツカレーの人気が高いのは、国民にイスラム教徒のほか準菜食主義者が多いことが影響しており、硬めの豆腐を揚げた「トーフカツ」のカレーもヴィーガンやヘルシー志向の客に歓迎されている。また、日本食のイメージが強いためか、七味唐辛子で辛さを調節したり、箸でカレーを食べたりする客が多いという。
壱番屋の海外進出先の全ての国・地域で、カツを載せたカレーは人気首位である。